# J. M. DeMatteis
John Marc DeMatteis (15 de dezembro de 1953), por vezes creditado como JM DeMatteis ou J. M. DeMatteis, é um escritor estadunidense de histórias em quadrinhos e televisão.
Começou a escrever como jornalista e crítico de música, mas realizou a migração para a indústria dos quadrinhos, onde obteve maior destaque. Suas obras de maior relevo inclui histórias para os personagens Homem-Aranha, Batman e Liga da Justiça, além do autoral Moonshadow. DeMatteis também possui créditos em séries de televisão e animações, além disso, chegou a lançar um álbum musical próprio.

## Carreira

### Início
Começou sua carreira profissional como jornalista musical, escrevendo críticas e realizando entrevistas em jornais de pequena relevância, até conseguir um trabalho freelancer na conceituada revista Rolling Stone. Após escrever a crítica de um álbum da banda Grateful Dead, a reação dos fãs o fez pensar em "ser o criador, não o cara que disseca o trabalho criativo."
Suas primeiras tentativas de trabalhar com histórias em quadrinhos não foram levadas em consideração pelas editoras DC e Marvel, segundo o próprio DeMatteis revelou em entrevistas. Suas primeiras histórias foram publicadas nas revistas de antologias House of Mystery e Weird War Tales, após enviá-las a Paul Levitz, editor da DC Comics responsável por tais publicações.

### Destaque
Começou a obter destaque na Marvel Comics, escrevendo os títulos Os Defensores e Capitão América. A partir de 1985, começou a lançar seu trabalho autoral, Moonshadow, com ilustrações de Jon J. Muth, Kent Williams e George Pratt, pela Epic Comics. Dois anos depois, novamente ao lado de Williams, publicou a minissérie Blood: A Tale (lançado no Brasil como Blood: Uma história de sangue).
Em 1986, escreveu a graphic novel Doutor Estranho: Shamballa, com arte pintada de Dan Green. Em 1987, escreveu o arco A Última Caçada de Kraven. Dividido nas três revistas do Homem-Aranha da época, o enredo segue Kraven, o Caçador, com a intenção de tomar o lugar do herói e afirmar sua superioridade sobre ele.
Após a reformulação do Universo DC, DeMatteis em parceria com Keith Giffen, começou a escrever a Liga da Justiça, que logo começaria a se chamar Liga da Justiça Internacional. A série, com ilustrações de Kevin Maguire, tinha foco no humor e se tornou uma das fases mais memoráveis da equipe.
Nos anos 1990, publicou a graphic novel Mercy e as séries The Last One e Seekers Into the Mystery, ambos através da Vertigo, selo da DC Comics, comandado por sua amiga Karen Berger.
Em 2025, a Marvel Comics anunciou uma minissérie em quadrinhos sequência da série animada Spider-Man: The Animated Series, intitulada Spider-Man 94, com J. M. DeMatteis assumindo o roteiro.

## Música
DeMatteis cita os Beatles como uma importante influência formativa; ele os viu no programa de TV The Ed Sullivan Show, quando estava na quinta série. Posteriormente, J. M. DeMatteis chegou a fazer parte de bandas na adolescência, tocando guitarra, antes de iniciar sua carreira como jornalista musical. Em 1997, lançou um álbum solo próprio, intitulado How Many Lifetimes?.